# Yecla (Murcia)
Yecla is een gemeente in de Spaanse provincie en regio Murcia met een oppervlakte van 605 km². Yecla telt 34.037 inwoners (1 januari 2016). De plaats ligt 597 meter boven zeeniveau. Het is een echte agrarische plaats, waar men zich met name richt op de wijnbouw. Daarnaast is de meubelindustrie belangrijk.

## Demografische ontwikkeling
Bron: INE; 1857-2011: volkstellingen
Abanilla · Abarán · Águilas · Albudeite · Alcantarilla · Aledo · Alguazas · Alhama de Murcia · Archena · Beniel · Blanca · Bullas · Calasparra · Campos del Río · Caravaca de la Cruz · Cartagena · Cehegín · Ceutí · Cieza · Fortuna · Fuente Álamo de Murcia · Jumilla · La Unión · Las Torres de Cotillas · Librilla · Lorca · Lorquí · Los Alcázares · Mazarrón · Molina de Segura · Moratalla · Mula · Murcia · Ojós · Pliego · Puerto Lumbreras · Ricote · San Javier · San Pedro del Pinatar · Santomera · Torre-Pacheco · Totana · Ulea · Villanueva del Río Segura · Yecla